# Hyper On Experience
Hyper-On Experience es un grupo inglés de hardcore y drum and bass formado por Alex Banks (de E-Z Rollers) y Danny Demierre (aka Flytronix). Comenzaron produciendo hardcore a principios de los años 1990, para progresivamente ir tendiendo hacia el jungle. Se ha dicho que su estilo es darkcore, preludio del jungle o proto jungle. Publicaron en el veterano sello de drum and bass Moving Shadow varios discos, entre los que se cuenta su tema más conocido, Lords Of The Null Lines, que ha sido remezclado en numerosas ocasiones.

## Discografía seleccionada
- Fun For All The Family EP (Moving Shadow, SHADOW17, 1992)
- Keep It In The Family EP (Moving Shadow, SHADOW22, 1993)
- Deaf In The Family EP (Moving Shadow, SHADOW30, 1993)
- The Family We Never Had (Moving Shadow, SHADOW40, 1993)